# Preiskovalna komisija o zagotavljanju zaščitne opreme ter ukrepih institucij in nosilcev javnih funkcij za zajezitev širjenja bolezni COVID-19 od 1. 2. 2020 do odreditve predmetne parlamentarne preiskave
Preiskovalna komisija o zagotavljanju zaščitne opreme ter ukrepih institucij in nosilcev javnih funkcij za zajezitev širjenja bolezni COVID-19 od 1. 2. 2020 do odreditve predmetne parlamentarne preiskave je preiskovalna komisija 8. sklica Državnega zbora Republike Slovenije. Na pobudo koalicijskih strank je bila odrejena 14. julija 2020 na seji državnega zbora.

## Člani:
- Predsednica: Alenka Jeraj
- Podpredsednik: Marko Bandelli
- Člani: Zmago Jelinčič Plemeniti, Robert Pavšič, Tadeja Šuštar, Franc Trček, Mateja Udovč
- Namestniki članov: Brane Golubović, Monika Gregorčič, Jožef Horvat, Suzana Lep Šimenko, Andrej Rajh, Dušan Šiško, Dejan Židan
- Sekretar: Andrej Klemen